# بين لوفيت
بين لوفيت  (بالإنجليزية: Ben Lovett)‏ ولد في ( ويمبلدون لندن إنجلترا 30 سبتمبر 1986 ) موسيقي بريطاني ومنتج ، وهو عضو في فرقة ممفرد اند سونز .

## روابط خارجية
- بين لوفيت على موقع ميوزك برينز (الإنجليزية)
- بين لوفيت على موقع أول ميوزيك (الإنجليزية)
- بين لوفيت على موقع ديسكوغز (الإنجليزية)